# Обсада на Карс (1855)
Вижте пояснителната страница за други значения на Обсада на Карс.
Обсадата на Карс през юли-ноември 1855 година е голямо сражение от Кримската война, което завършва с превземането на основната османска крепост в Армения и решава бойните действия в Кавказкия оперативен театър в полза на Русия.

## Ход на военните действия
Операциите срещу Карс започват през май 1855 с прекосяването на границата от руския авангард. Към края на юли 27-хилядна армия, предвождана от генерал Николай Муравьов, сключва обсадата около крепостта, отбранявана от около 20 000 войници, начело с Васиф паша. В поредица от боеве през август казашката конница пресича опитите на гарнизона да попълни запасите си с провизии. Муравьов възнамерява да превземе силната крепост с глад, но новините за падането на Севастопол и за турски десант в Батуми, го подтикват към щурм. Атаката, проведена на 17 септември, е лошо организирана и изпълнена, така че щурмуващите части губят 7500 убити и ранени. Загубите на гарнизона са далеч по-малки (1400 души), но изтощените от недохранване и холера османци не са в състояние да нанесат контраудар. Въпреки това поражение и османската диверсия в Грузия, Муравьов затяга обсадата и принуждава защитниците (16 000 души) да се предадат два месеца по-късно.

## Последици
По време на мирните преговори в Париж през март 1856 година Русия се съгласява да отстъпи от Карс в замяна на Севастопол и другите съюзнически завоевания в Крим, но опитът на руските дипломати да използват града като разменна монета за Южна Бесарабия е неуспешен.